# Tyustyán
Tyustyán vagy Tyustya a mordvin (erza és moksa) hősi énekek központi szereplője, illetve egy róla szóló eposz címe.

## Alakja, legendái
Tyustyán, népének fejedelme és papja a mordvin epikus költészet egyik legősibb rétegében, a hősi énekekben szerepel. A legendák némelyikében Pures fejedelem fiának is nevezik, másutt a vihar és háború istenének, valamint egy földi leánynak gyermeke. Szarvból készült kürtjének neve torama. Halála előtt ezt népének adományozta, hogy, ha valamilyen veszély fenyegeti a mordvinokat, fújják meg, és így hívják össze a népnek a világ különböző tájaira szétszóródott tagjait.

## A tudományban és az irodalomban
A jelentős mordvin néprajzkutató és író, Vaszilij Kuzmics Radajev Tyustyánt a Kalevala Vejnemöjnenjéhez hasonlítja, és kürtjét, a toramát a finn hős kanteléjével veti egybe. Radajev a Tyustyán vezér tetteiről szóló erza és moksa népi énekek alapján egy terjedelmes eposzt (Tyustya) is szerkesztett, mely 1991-ben jelent meg. Ezt magyarra Ének Tyustya fejedelemről címmel Dugántsy Mária fordította le.